# Cavia magna
Cavia magna es una especie de roedor de la familia Caviidae.

## Distribución geográfica
Se encuentra en una zona cercana a la costa atlántica de Brasil y Uruguay.